# 萧子隆
蕭子隆（474年—494年10月26日），字云兴，齊武帝蕭赜第八子，母为王淑仪。

## 生平
蕭子隆年少时即有文才。齐高帝建元元年（479年），封枝江县公，食邑一千五百户。建元四年六月丙申（482年7月14日），进封随郡王，食邑二千户。
齐武帝永明三年（485年），出任辅国将军、南琅邪彭城二郡太守。永明四年正月甲子（486年1月22日），改任江州刺史。未就任，即改任持节、都督会稽临海东阳新安永嘉五郡诸军事、东中郎将、会稽太守。萧子隆善文，娶尚书令王俭之女为妃，齐武帝对王俭称赞萧子隆为“我家东阿”。
永明七年三月庚戌（489年4月22日），改任中护军。永明八年八月壬辰（490年9月26日），改任使持节、都督荆雍梁宁南北秦六州诸军事、镇西将军、荆州刺史。永明十一年（493年），进号征西将军。隆昌元年（494年），权臣西昌侯萧鸾图谋废立，与前镇西咨议参军萧衍合谋。萧子隆性温和，有文才，萧鸾欲徵之回朝，恐其不从。萧衍说：“随王虽有美名，其实庸劣，手下没有智谋之士，爪牙只有司马垣历生、武陵太守卞白龙，而且二人唯利是从，若以显职相诱，都会来；随王只需要折简就能召来了。”萧鸾从之，徵垣历生为太子左卫率、卞白龙为游击将军，二人果然都到任。萧鸾再召萧子隆为侍中、抚军将军，领兵置佐。延兴元年（494年），改任中军大将军，侍中如故。
萧子隆由于才貌出众，最受萧鸞的忌惮。又与叔父鄱阳王萧锵合谋捉拿萧鸾，恢复皇权，因萧锵犹豫拖延未果。延兴元年九月癸未（494年10月26日），萧子隆被宣城郡公萧鸞所杀，时年二十一岁。萧锵也同时被杀。从此，萧鸞开启了屠杀齐高帝、齐武帝皇子的步伐。萧子隆有文集行于世，但隋朝时失传。

## 家族

### 母
王淑儀，蕭賾的妃嬪。元徽二年（474年）生下蕭子隆，蕭賾即位後拜王氏為淑儀

### 妻
- 王氏，王儉女

### 繼子
- 蕭子隆堂弟蕭子範之子蕭確出繼蕭子隆，官至隋朝司農少卿

## 屬官

### 府佐
東中郎府（486年－489年）
- 顧憲之，隨王東中郎長史[1]
- 崔慧景，隨王東中郎司馬[2]
- 謝朓，隨王東中郎行參軍[3]

鎮西府（490年－493年）
- 王秀之，隨王鎮西長史[1]
- 謝朓，隨王鎮西功曹[3]
- 蕭衍，隨王鎮西諮議參軍[4]
- 張欣泰，隨王鎮西中兵參軍[2]
- 庾於陵，隨王鎮西主簿[5]

征西府（493年－494年）
撫軍府（494年）
中軍府（494年）

### 國官
隨王國（482年－494年）
- 蕭毅，隨王友[6]
- 謝朓，隨王文學[3]

## 延伸阅读
[在维基数据编辑]
 《南齊書·卷40》，出自萧子显《南齊書》